# Historiador Oficial de Puerto Rico
De acuerdo con la ley de 1903 denominada "Act for the Approval and Conservation of Certain Historical Data of Puerto Rico" ( Ley para la aprobación y conservación de datos históricos de Puerto Rico ), la Asamblea legislativa de Puerto Rico creó la Oficina del Historiador Oficial de Puerto Rico ( en inglés: Office of the Official Historian of Puerto Rico ). Los historiadores que ocuparon el cargo durante las primeras décadas del siglo XX fueron Francisco Mariano Quiñones, Salvador Brau, Cayetano Coll y Toste, Mariano Abril y Ostalo y Adolfo de Hostos. La oficina permaneció vacante hasta 1993, cuando el entonces senador Kenneth McClintock dictó una orden para restablecer la oficina. Tras su aprobación, el presidente del Senado Roberto Rexach Benítez y la presidenta de la Cámara de Representantes Zaida Hernández Torres nombraron a Pilar Barbosa como la primera Cronista oficial de la "era moderna" de la oficina. La primera mujer en ocupar el puesto, lo mantuvo hasta su muerte en 1997. En ese momento, el presidente del Senado, Charlie Rodríguez, y la presidenta de la Cámara Edison Misla Aldarondo nombraron a Luis González Vale, último titular. Tras la muerte de González Vale en 2023, fue nombrado Carlos Hernández Hernández.

## Historia
Bajo el liderazgo del Dr. González Vale, la oficina colaboró en múltiples publicaciones, incluidas las cartas del Comisionado Residente Félix Córdova Dávila, y varias obras sobre la Historia militar de Puerto Rico. En 2005, en colaboración con la Fundación de Puerto Rico para las Humanidades y la Fundación Nacional para las Humanías, su oficina publicó una serie de libros puertorriqueños de ocho libros "Nosotros, el Pueblo" sobre la historia de Puerto Rico durante los primeros 30 años de soberanía de Estados Unidos.
El Dr. González Vale fue invitado a testificar como testigo no partidista en las audiencias realizadas por la Subcomisión de Asuntos Insulares de la Cámara de Representantes de Estados Unidos sobre la legislación relativa a la futura relación política de Puerto Rico con los Estados Unidos. Luis González Vales murió el 23 de octubre de 2023, a la edad de 93 años.

## Historiador oficial
- Francisco Mariano Quiñones (1903-1908)
- Salvador Brau (1908-1012)
- Cayetano Coll y Toste (1913-1930)
- Mariano Abril y Ostalo (1931-1935)
- Adolfo de Hostos (1936-1950)
- Pilar Barbosa (1993-1997)
- Luis González Vale (1997-2023)
- Carlos Hernández Hernández (2023-)